# Felipa Moniz
Felipa Moniz también conocida posteriormente como Felipa Perestrelo, Filipa Moniz Perestrelo o Filipa Perestrelo Moniz (Porto Santo, Madeira, Portugal ca. 2 de marzo de 1455-ca. 1484/1485), fue la esposa de Cristóbal Colón.

## Nacimiento y familia
Felipa Moniz fue una de los hijos del tercer matrimonio de Bartolomeu Perestrelo —hidalgo, navegante portugués de origen lombardo y primer capitán, señor y gobernador de la isla de Porto Santo— y de su esposa Isabel Moniz.
Mientras permaneció soltera pudo haber vivido en el convento de Santos-o-Novo, comunidad femenina de élite de la Orden de Santiago, en Lisboa, aunque su identificación no es segura y pudo ser una homónima que no aparece como comendadora ni dona debido a que la única que ocupó este cargo en esas fechas fue Beatriz de Meneses.
Se ha afirmado que la familia de Felipa Moniz, su padre, hermanos y demás parientes estaban integrados en la aristocracia portuguesa de la época, siendo sus sobrinas condesa de Abrantes, marquesa de Montemor y 
de Penamacor. Ni Felipa ni su familia tuvieron nunca títulos nobiliarios. Su hermano, Bartolomeu Perestrelo II, fue tercer capitán de Porto Santo y su cuñado, Pedro Correia (casado con Inês o Izeu Perestrelo), fue segundo capitán de Porto Santo y primer capitán de la isla Graciosa, Azores y Guarda bajo el rey Juan II de Portugal. Felipa tuvo también una hermana, llamada Violante o Briolanja Moniz, que emigró a Andalucía hacia 1483 y estuvo casada primero con Miguel Muliart (participante en el segundo viaje de Colón y que fue torturado y ejecutado por orden del Almirante) y después con el mercader florentino Francesco Bardi.
La medio hermana de Felipa, Izeu Perestrelo, era prima de Ana de Mendonça, la amante del rey Juan II y sobrina de la comendadora mayor del convento de Santos-o-Novo, Violante Nogueira, que fue la tutora de Juana de Portugal, esposa del rey Enrique IV de Castilla.
El sobrino de Felipa Moniz, Pedro de Noronha, además de ser el mayordomo mayor del rey Juan II y comendador mayor de la Orden de Santiago, fue padre de Martín de Noronha, el mensajero que Juan II envió a buscar a Cristóbal Colón al Restelo en marzo de 1493 para llevarlo al Valle del Paraíso donde estaba el rey. La condesa de Penamacor (Benanico) y la marquesa de Montemor, fueron mencionadas en el testamento del II almirante, Diego Colón.

## Matrimonio
Felipa se casó con Cristóbal Colón en 1479, con quien tuvo un hijo, Diego Colón, nacido alrededor de 1480. Su muerte, producida con anterioridad al Descubrimiento de América por parte de su marido, impidió que se convirtiera en la esposa consorte del I almirante de la Mar Océana, I virrey de las Indias y I gobernador de las Indias, cargos y título que la corona de Castilla otorgó a su cónyuge en atención al trascendental descubrimiento del Nuevo Mundo.

## Fallecimiento
No se sabe la fecha en que falleció Felipa Moniz. La historiografía tradicional aventura que falleció alrededor de 1484 o 1485, poco antes de la huida de su marido a Castilla.